# Damian Czykier
Damian Czykier (né le 10 août 1992) est un athlète polonais, spécialiste du 110 m haies.

## Biographie
Il termine 4e de l'Universiade d'été de 2015 et des Championnats d'Europe 2016. Son record personnel est de 13 s 32 obtenu en demi-finale à Amsterdam lors de ces derniers championnats face à un vent de 1,8 m/s. Il termine la finale en 13 s 40.
Il porte son record à 13 s 28 (+ 1,2 m/s) le 2 juin 2017 à Bydgoszcz.
Le 27 août 2017, il décroche la médaille de bronze de l'Universiade à Taipei en 13 s 56.
En 2022 à l'occasion des championnats de Pologne il efface le record national en réalisant le temps de 13 s 25, soit un centième de moins que le record précédent, qui appartenait à Artur Noga.

## Palmarès
| Date | Compétition                       | Lieu      | Résultat | Épreuve     | Temps   |
| ---- | --------------------------------- | --------- | -------- | ----------- | ------- |
| 2015 | Universiade                       | Gwangju   | 4e       | 110 m haies | 13 s 72 |
| 2016 | Championnats d'Europe             | Amsterdam | 4e       | 110 m haies | 13 s 40 |
| 2017 | Championnats d'Europe par équipes | Lille     | 4e       | 110 m haies | 13 s 40 |
| 2017 | Universiade                       | Taipei    | 3e       | 110 m haies | 13 s 56 |
| 2018 | Championnats d'Europe             | Berlin    | 4e       | 110 m haies | 13 s 40 |
| 2019 | Championnats d'Europe par équipes | Bydgoszcz | 4e       | 110 m haies | 13 s 70 |
| 2021 | Championnats d'Europe en salle    | Toruń     | 6e       | 60 m haies  | 7 s 63  |
| 2022 | Championnats du monde             | Eugene    | 4e       | 110 m haies | 13 s 32 |

## Records
| Épreuve     | Performance  | Lieu    | Date            |
| ----------- | ------------ | ------- | --------------- |
| 60 m haies  | 7 s 48       | Toruń   | 22 février 2022 |
| 110 m haies | 13 s 25 (NR) | Suwałki | 11 juin 2022    |